# Ebéjico
Ebéjico è un comune della Colombia facente parte del dipartimento di Antioquia.
Il centro abitato venne fondato da José Cornelio Ospina nel 1830, mentre l'istituzione del comune è del 1833.